# فائقه بنت سعید الصالح
فائقه بنت سعید الصالح (انگلیسی: Faeqa bint Saeed Al Saleh؛ زادهٔ ۲۵ اکتبر ۱۹۵۴) سیاستمدار و وزیر سابق بهداشت اهل بحرین است.

## زندگی
فائقه از دانشگاه لندن با مدرک کارشناسی ارشد فارغ‌التحصیل شد. او به‌عنوان دستیار دبیرکل اتحادیه عرب در بخش امور اجتماعی خدمت کرد. وی از دسامبر ۲۰۱۴ به‌عنوان وزیر توسعه اجتماعی در بحرین مشغول به کار شد تا اینکه در اکتبر ۲۰۱۵ به‌عنوان وزیر بهداشت بحرین منصوب شد.  در دسامبر ۲۰۱۵، او در جشن روز زن در بحرین، قول حمایت‌های بیشتر از زنان شاغل در وزارت بهداشت را داد. در دوران وزارت او، وزارت بهداشت بحرین و وزارت امور خارجه این کشور برای تأسیس دانشگاه علوم پزشکی و پرستاری ملک حمد در پاکستان همکاری کردند. او نخستین هتل بیمارستان را نیز در بحرین افتتاح کرد.